# Niemeyera whitei
Niemeyera whitei là một loài thực vật có hoa trong họ Hồng xiêm. Loài này được (Aubrév.) Jessup mô tả khoa học đầu tiên năm 2001.